# Земя Мери Бърд
Земя Мери Бърд (на английски: Marie Byrd Land) е територия от Западна Антарктида, простираща се между 100° и 158°20’ з.д., от бреговете на Тихия океан – море Амундсен до Южния полюс. На изток граничи със Земя Елсуърт, а на запад – със Земя Едуард VІІ. По крайбрежието ѝ от изток на запад са разположени бреговете Уолгрин, Бакутис, Хобс, Рупърт и Сандърс.
Земя Мери Бърд е изцяло покрита с дебела ледена покривка, над която стърчат отделни оголени върхове. Голяма част от територията ѝ представлява ледниково плато с преобладаващи височини 1000 – 1500 m. По северната ѝ периферия са разположени планината Едсел Форд, хребетите Хал Флад (вр. Берлин 3498 m), Екзекютив Комити (вр. Сидли 4225 m), планината Крери (3677 m) и др. В централната ѝ част е платото Рокфелер, а в южните части – планините Уитмор (вр. Силиг 3022 m) и Хорлик (3940 m). Дебелината на ледената покривка е от 1000 до 2000 m, като на някои места надвишава 4000 m. Основата на ледената покривка на големи територии се намира на 500 – 1500 m под морското равнище, като има места, където ледът запълва дълбоки падини, дъната на които на повече от 2000 m под морското равнище. По крайбрежието се простират големите шелфови ледници Гец и Туейтс, разделени от полуостров Мартин. В шелфовите ледници се разполагат островите Сайпъл, Карни, Майстор и Бер. На изток се намират полуостровите Кинг и Канисто и залива Пайн Айлънд, а на запад остров Гест и залива Салзбергер. В западната ѝ част, от хребета Едсел Форд към крайбрежието се спускат големи планински ледници: Хамънд, Бойд, Кревас Вали, Болчен, Емори Ленд, Кордел Хъл и др.
Първото запознаване и изследване на този сектор от Антарктида става през 1928 – 1930 г. по време на първата експедиция на американския полярен изследовател Ричард Бърд. В чест на своята съпруга Мери Бърд през 1929 г. той наименува цялата тази огромна част от Антарктида Земя Мери Бърд. По време на другите две експедиции през 1933 – 1935 и 1939 – 1941 г. Ричард Бърд и неговите стотици сподвижници и подчинени извършват мащабни географски, геоложки, глациоложки, метеороложки и други изследвания и наблюдения и е извършена детайлна топографска аерофотоснимка, на базата на която са изработени първите географски карти на Земя Мери Бърд. От 1957 до 1972 г. на Земя мери Бърд функционира американската вътрешноконтинентална научна станция „Бърд“, от която са извършени големи маршрутни (наземни и авиационни) изследвания. През 1972 г. западното крайбрежие на Земята е изследвано от 17-ата съветска антарктическа експедиция.